# Malawi na Letnich Igrzyskach Olimpijskich 2020
Malawi na Letnich Igrzyskach Olimpijskich 2020 – występ kadry sportowców reprezentujących Malawi na igrzyskach olimpijskich, które odbyły się w Tokio w Japonii, w dniach 23 lipca – 8 sierpnia 2021 roku.
Reprezentacja Malawi liczyła pięciu zawodników – trzy kobiety i dwóch mężczyzn, którzy wystąpili w 4 dyscyplinach.
Był to jedenasty start Malawi na letnich igrzyskach olimpijskich.

## Reprezentanci

### Judo
| Zawodnik         | Konkurencja   | 1/16                      | 1/8              | Ćwierćfinały     | Półfinały        | Repasaż 1        | Repasaż 2        | Repasaż 3        | Finał            | Pozycja |
| Zawodnik         | Konkurencja   | Przeciwnik Wynik          | Przeciwnik Wynik | Przeciwnik Wynik | Przeciwnik Wynik | Przeciwnik Wynik | Przeciwnik Wynik | Przeciwnik Wynik | Przeciwnik Wynik | Pozycja |
| ---------------- | ------------- | ------------------------- | ---------------- | ---------------- | ---------------- | ---------------- | ---------------- | ---------------- | ---------------- | ------- |
| Harriet Boniface | -48 kg kobiet | Gabriela Chibana 0:10 IPP | NQ               | NQ               | NQ               | NQ               | NQ               | NQ               | NQ               | 17-32.  |

### Lekkoatletyka
| Zawodnik         | Konkurencja          | Eliminacje | Eliminacje | Runda 1  | Runda 1 | Półfinał | Półfinał | Finał    | Finał   | Pozycja |
| Zawodnik         | Konkurencja          | Rezultat   | Pozycja    | Rezultat | Pozycja | Rezultat | Pozycja  | Rezultat | Pozycja | Pozycja |
| ---------------- | -------------------- | ---------- | ---------- | -------- | ------- | -------- | -------- | -------- | ------- | ------- |
| Asimenye Simwaka | Bieg na 100 m kobiet | 11.76      | 2. Q       | 11.68    | 8.      | NQ       | NQ       | NQ       | NQ      | -       |

### Łucznictwo
| Zawodnik     | Konkurencja            | Runda rankingowa | Runda rankingowa | 1/32              | 1/16             | 1/8              | Ćwierćfinały     | Półfinały        | Finał            | Pozycja |
| Zawodnik     | Konkurencja            | Wynik            | Pozycja          | Przeciwnik Wynik  | Przeciwnik Wynik | Przeciwnik Wynik | Przeciwnik Wynik | Przeciwnik Wynik | Przeciwnik Wynik | Pozycja |
| ------------ | ---------------------- | ---------------- | ---------------- | ----------------- | ---------------- | ---------------- | ---------------- | ---------------- | ---------------- | ------- |
| Areneo David | indywidualnie mężczyzn | 562              | 64.              | Kim Je-deok P 0-6 | NQ               | NQ               | NQ               | NQ               | NQ               | 33.-64. |

### Pływanie
| Zawodnik         | Konkurencja                | Eliminacje | Eliminacje | Półfinał | Półfinał | Finał | Finał   | Pozycja |
| Zawodnik         | Konkurencja                | Czas       | Miejsce    | Czas     | Miejsce  | Czas  | Miejsce | Pozycja |
| ---------------- | -------------------------- | ---------- | ---------- | -------- | -------- | ----- | ------- | ------- |
| Filipe Gomes     | 50 m st. dowolnym mężczyzn | 24.00      | 7.         | NQ       | NQ       | NQ    | NQ      | 47.     |
| Jessica Makwenda | 50 m st. dowolnym kobiet   | 28.96      | 6.         | NQ       | NQ       | NQ    | NQ      | 61.     |